# Lagnacure
Lagnacure (ラグナキュール ()) est un jeu vidéo de rôle sorti le 2 octobre 1997 au Japon seulement, édité par Sony Music Entertainment Japan et développé par Art System.